# Estação Le Peletier
Le Peletier é uma estação da linha 7 do Metrô de Paris, localizada no 9.º arrondissement de Paris.

## Localização
A estação está situada na rue La Fayette, entre a rue de la Victoire e a rue Le Peletier.

## História
A estação foi aberta em 6 de junho de 1911, sete meses após a inauguração da linha 7.
Seu nome vem da rue Le Peletier, situada nas redondezas, cujo nome é uma homenagem a Louis Le Peletier de Morfontaine, último preboste dos mercadores de Paris, de 1784 a 1789. Na rua que tomou o seu nome, a Salle Le Peletier foi a sala da Ópera de Paris por mais de meio século, desde a sua abertura em 1821 até a sua destruição por um incêndio, em 1873.
Em 2011, 2 235 088 passageiros entraram nesta estação. Ela viu entrar 2 271 055 passageiros em 2013, o que a coloca na 234.ª posição das estações de metrô por sua frequência em 302.

## Serviços aos Passageiros

### Acesso

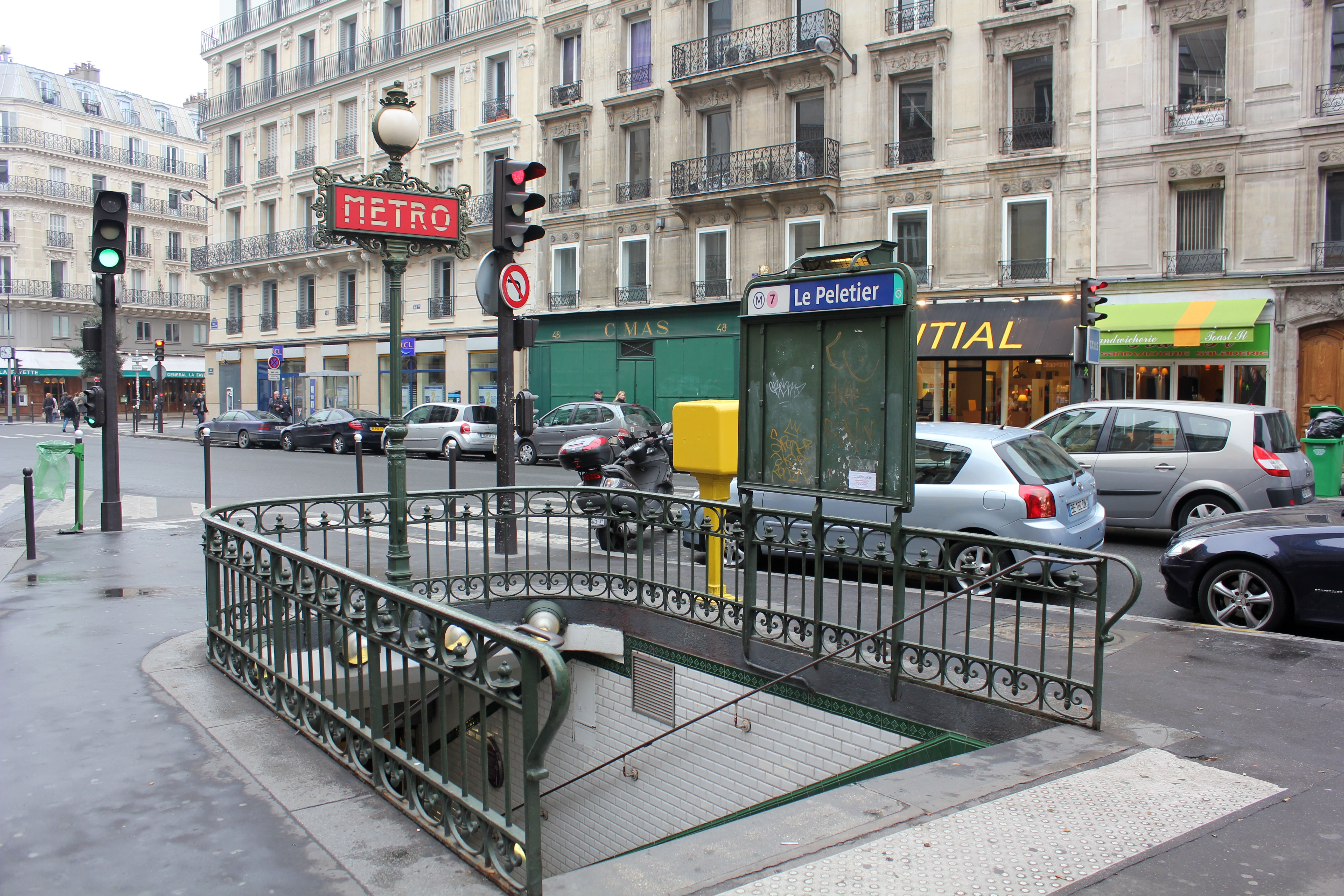
A entrada da estação

A estação tem um único acesso levando à esquina formada pela rue La Fayette e pela rue de la Victoire. Constituído por uma escada fixa, ele é ornado com um candelabro Val d'Osne.

### Plataformas
Le Peletier é uma estação de configuração padrão: ele tem duas plataformas laterais, separadas pelas vias do metrô e a abóbada é elíptica. A decoração é do estilo utilizado pela maioria das estações de metrô: as faixas de iluminação são brancas e arredondadas no estilo "Gaudin" da renovação do metrô da década de 2000, e as telhas em cerâmica brancas biseladas recobrem os pés-direitos, os tímpanos, a abóbada e as saídas dos corredores. Os quadros publicitários são em cerâmica branca e o nome da estação é em fonte Parisine em placas esmaltadas. Os assentos são do estilo "Akiko" de cor azul muito clara.

### Intermodalidade
A estação é servida pelas linhas 26, 32, 42, 43, 48, 67, 74 e 85 da rede de ônibus RATP.